# Chaetodon lunula
Chaetodon lunula är en fiskart som först beskrevs av Lacepède 1802.  Chaetodon lunula ingår i släktet Chaetodon och familjen Chaetodontidae. IUCN kategoriserar arten globalt som livskraftig. Inga underarter finns listade i Catalogue of Life.